# Colombier VD
| VD ist das Kürzel für den Kanton Waadt in der Schweiz. Es wird verwendet, um Verwechslungen mit anderen Einträgen des Namens Colombier zu vermeiden. |

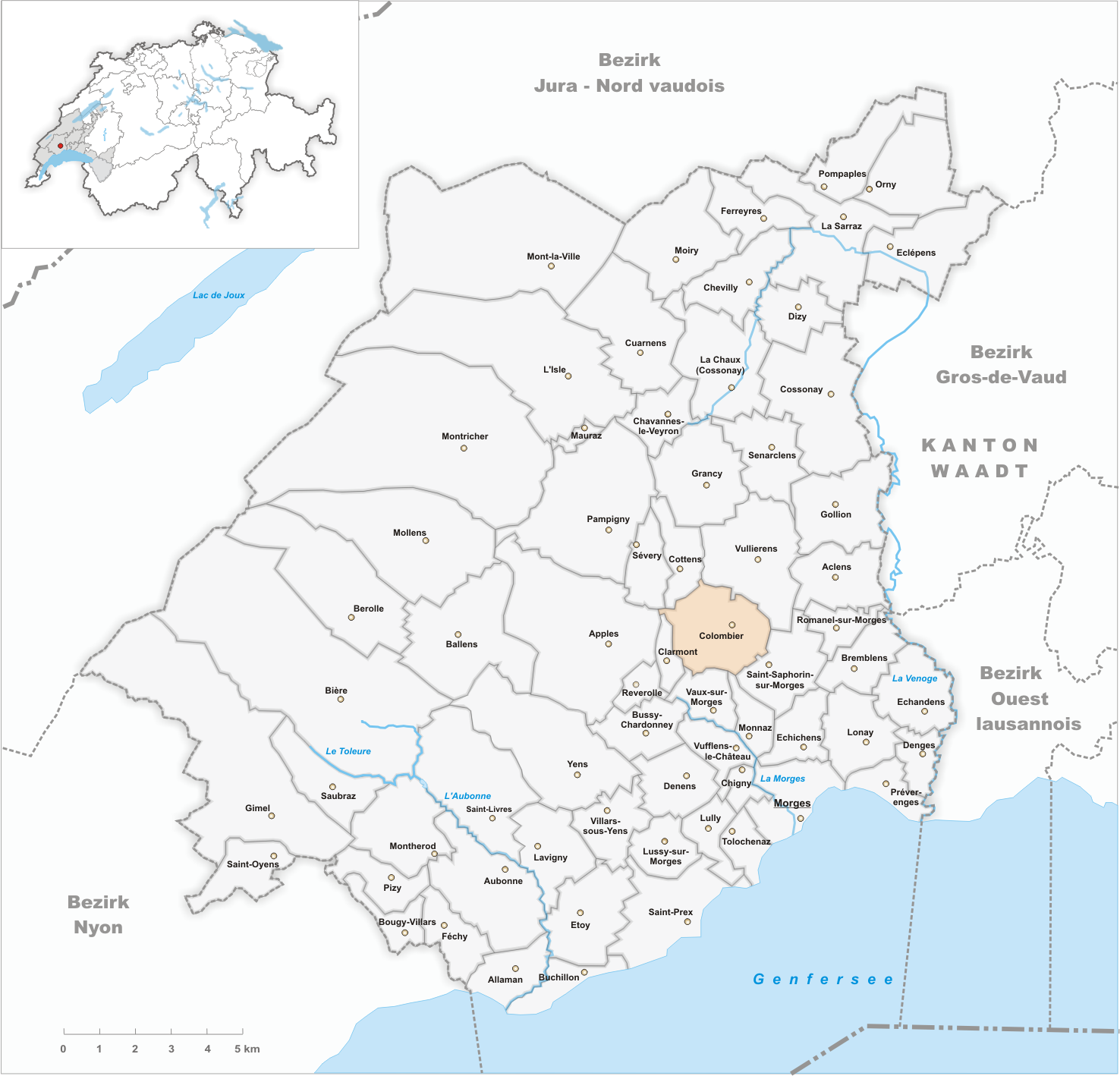
Gemeindestand vor der Fusion am 30. Juni 2011

Colombier (VD) ([kɔlɔ̃bje], im einheimischen frankoprovenzalischen Dialekt [(a) kɔlɔ̃ˈbiː]) war bis 30. Juni 2011 eine politische Gemeinde im Distrikt Morges des Kantons Waadt in der Schweiz. Seit dem 1. Juli 2011 ist Colombier gemeinsam mit Monnaz und Saint-Saphorin-sur-Morges zur Gemeinde Echichens fusioniert.

## Geographie
Colombier liegt auf 517 m ü. M., 5,5 km nordnordwestlich der Bezirkshauptstadt Morges (Luftlinie). Das Bauerndorf erstreckt sich an einem nach Südosten geneigten Hang über der Talmulde der Senoge, im Südwesten des Gros de Vaud, im Waadtländer Mittelland.
Die Fläche des 5,3 km² grossen Gemeindegebiets umfasst einen Abschnitt der leicht gewellten Hochfläche des Gros de Vaud, der Kornkammer des Waadtländer Mittellandes. Das Gebiet von Colombier wird von der Talmulde der oberen Senoge eingenommen, die in einem Bogen um den Hügel fliesst, an dem das Dorf liegt. Im Norden erstreckt sich der Gemeindeboden auf den Hügel En Ombre (570 m ü. M.) und im Südosten auf die Höhe von Saint-Saphorin-sur-Morges (bis 525 m ü. M.). Die westliche Begrenzung bildet zumeist der Bachlauf der Morges. Unterhalb der zu Apples gehörenden Siedlung En Lèvremont wird mit 580 m ü. M. der höchste Punkt von Colombier erreicht. Von der Gemeindefläche entfielen 1997 5 % auf Siedlungen, 10 % auf Wald und Gehölze, 84 % auf Landwirtschaft und etwas weniger als 1 % war unproduktives Land.
Zu Colombier gehören die Hofsiedlung Forel (542 m ü. M.) an der oberen Morges sowie mehrere Einzelhöfe. Vor der Fusion waren die Nachbargemeinden von Colombier Vullierens, Saint-Saphorin-sur-Morges, Monnaz, Vaux-sur-Morges, Clarmont, Apples, Sévery und Cottens.

## Bevölkerung
Mit 522 Einwohnern (Stand 31. Dezember 2010) gehört Colombier zu den kleinen Gemeinden des Kantons Waadt. Von den Bewohnern sind 92,1 % französischsprachig, 5,7 % deutschsprachig und 0,7 % englischsprachig (Stand 2000). Die Bevölkerungszahl von Colombier belief sich 1850 auf 363 Einwohner, 1900 auf 375 Einwohner. Nachdem die Bevölkerung bis 1970 auf 251 Einwohner abgenommen hatte, wurde eine deutliche Bevölkerungszunahme mit einer Verdoppelung der Einwohnerzahl innerhalb von 30 Jahren verzeichnet.

## Wirtschaft
Colombier war bis Mitte des 20. Jahrhunderts ein vorwiegend durch die Landwirtschaft geprägtes Dorf. Noch heute hat der Ackerbau eine wichtige Bedeutung in der Erwerbsstruktur der Bevölkerung. Im Bereich des Dorfes gibt es einige kleine Weinbaugebiete. Weitere Arbeitsplätze sind im lokalen Kleingewerbe und im Dienstleistungssektor vorhanden. In den letzten Jahrzehnten hat sich das Dorf zu einer Wohngemeinde entwickelt. Viele Erwerbstätige sind deshalb Wegpendler, die vor allem in Morges und Lausanne arbeiten.

## Verkehr
Die Gemeinde liegt zwar abseits grösserer Durchgangsstrassen, ist aber verkehrstechnisch trotzdem recht gut erschlossen. Sie liegt an der Kantonsstrasse von Morges nach Cottens. Durch den Postautokurs, der von Morges nach Cossonay verkehrt, ist Colombier an das Netz des öffentlichen Verkehrs angebunden.

## Geschichte
Die erste urkundliche Erwähnung des Ortes erfolgte bereits im Jahr 937 unter dem Namen Columbaris. Später erschienen die Bezeichnungen Colonberio (987), Columberium (1005), Columbie (1228); im 19. Jahrhundert wurde auch die Schreibweise Collombier verwendet. Der Ortsname geht auf das lateinische Wort columbarium (Taubenschlag) zurück.
Im Mittelalter gehörte Colombier den Herren von Vullierens, die der Baronie Cossonay unterstanden. Vom 13. bis zum 16. Jahrhundert bildete Colombier eine eigene Herrschaft. Mit der Eroberung der Waadt durch Bern im Jahr 1536 kam das Dorf unter die Verwaltung der Vogtei Morges. Nach dem Zusammenbruch des Ancien Régime gehörte Colombier von 1798 bis 1803 während der Helvetik zum Kanton Léman, der anschliessend mit der Inkraftsetzung der Mediationsverfassung im Kanton Waadt aufging. 1798 wurde es dem Bezirk Morges zugeteilt und erhielt 1803 den Status eines Kreishauptortes.

## Sehenswürdigkeiten
Die bereits 1228 erwähnte Pfarrkirche Saint-Martin stammt in ihrer heutigen Gestalt aus dem 15. Jahrhundert. In spätgotischen Stilformen (um 1500) sind der Chorbogen und die südliche Seitenkapelle Saint-Jean-Baptiste gehalten. Vom ehemaligen Schloss der Edlen von Colombier sind keine Reste mehr sichtbar. Um 1500 wurde ein neues Schloss erbaut, das im 17. und 18. Jahrhundert mehrfach verändert wurde. Vom ursprünglichen Bau sind ein siebeneckiger Treppenturm, das Portal und ein Fresko des Gegenpapstes Felix V. erhalten. Das Rathaus von Colombier stammt von 1801, das Schulhaus von 1841, und das Collège d'en haut wurde 1877 erbaut. Im alten Ortskern befinden sich einige charakteristische Bauernhäuser aus dem 18. und 19. Jahrhundert.